# Buchholz (Nordhausen)
Buchholz – dzielnica miasta Nordhausen w Niemczech, w kraju związkowym Turyngia, w powiecie Nordhausen. Do 5 lipca 2018 jako samodzielna gmina wchodziła w skład wspólnoty administracyjnej Hohnstein/Südharz.